# アカマシコ

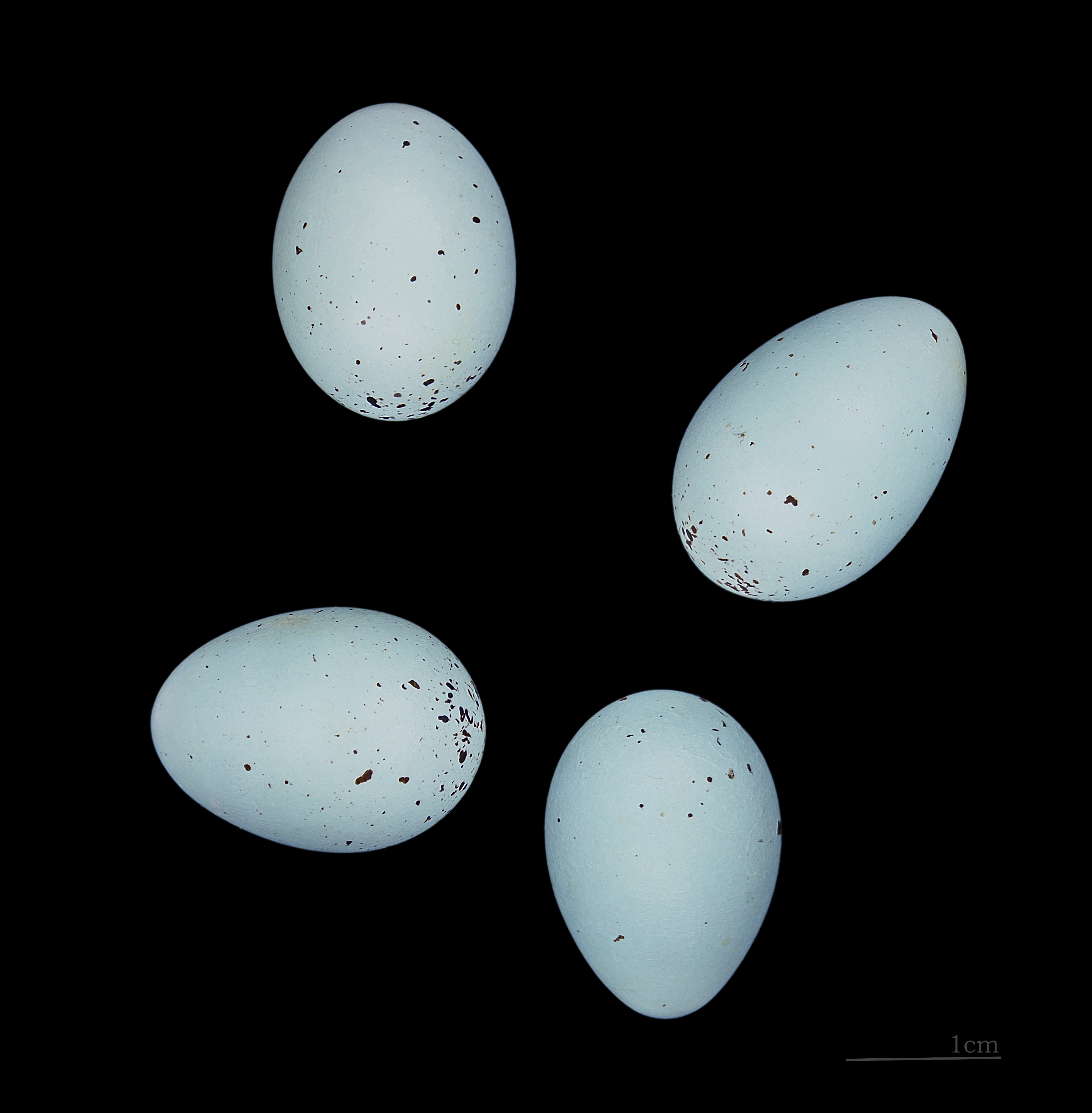
Carpodacus erythrinus

アカマシコ （赤猿子、学名：Carpodacus erythrinus）は、スズメ目アトリ科に分類される鳥類の一種である。

## 分布
スカンジナビア半島東部からカムチャツカ半島にいたるユーラシア大陸の亜寒帯、イラン高原、チベットなどで繁殖し、冬季はインド、東南アジア北部、中国南部に渡り越冬する。新北区（北米大陸）に近縁のズアカマシコが生息する。
日本では数少ない旅鳥として、主に日本海側の島嶼で記録されることが多い。北海道、本州、伊豆諸島でも記録されている。

## 形態
体長約14cm。雄成鳥は、頭部から喉、胸にかけてが赤色で、背中は赤味のある緑褐色、腰は赤色。腹から体の下面は汚白色だが、赤味が強い個体もある。雌は体の上面と喉にかえてが緑色がかった褐色で、体の下面は汚白色。胸に褐色の縦斑がある。

## 生態
平地から山地の林、林縁の草地、農耕地などに生息する。
地鳴きは「ピィー」、「チィー」、「フィー」など。